# Trinity: Souls of Zill O'll
Trinity: Souls of Zill O'll (トリニティ ジルオール ゼロ?, Toriniti Jiru Ōru Zero, Trinity: Zill O'll Zero) è un videogioco di ruolo sviluppato da Omega Force e pubblicato nel 2010 da Koei Tecmo per PlayStation 3. Terzo gioco della serie Zill O'll, è ambientato cinque anni prima gli eventi del primo titolo.

## Accoglienza
La rivista Play Generation diede al gioco un punteggio di 74/100, apprezzando la struttura di gioco aperta ed i combattimenti in tempo reale ricchi di opzioni e come contro il fatto che fosse estremamente ripetitivo e la realizzazione tecnica che mostrava evidenti lacune, finendo per trovarlo un GdR con qualche spunto interessante sommerso dalla mediocrità, mentre la trama e la realizzazione tecnica si dimostravano entrambe deludenti.